# K2-64
K2-64, EPIC 206125618 — одиночная звезда в созвездии Водолея на расстоянии приблизительно 1598 световых лет (около 490 парсек) от Солнца. Видимая звёздная величина звезды — +14,09m.
Вокруг звезды обращается, как минимум, одна планета.

## Характеристики
K2-64 — жёлтый карлик спектрального класса G8V. Масса — около 0,741 солнечной, радиус — около 0,726 солнечного, светимость — около 0,543 солнечной. Эффективная температура — около 5147 К.

## Планетная система
В 2016 году командой астрономов, работающих с фотометрическими данными в рамках проекта Kepler K2, было объявлено об открытии планеты K2-64 b.